# Northampton, Pennsylvania
Northampton là một thị trấn thuộc quận Northampton, tiểu bang Pennsylvania, Hoa Kỳ. Năm 2010, dân số của thị trấn này là 9926 người.